# Chris Kattan
Chris Kattan, född den 19 oktober 1970 (som Christopher Lee Kattan) i Los Angeles, USA, amerikansk skådespelare.
Kattan har, bland annat, medverkat i Saturday Night Live, A Night At The Roxbury och Undercover Brother.

## Filmografi (urval)
- 1998 – A Night at the Roxbury
- 1999 – Ondskans hus
- 2000-2004 - Saturday Night Live (TV-serie)
- 2001 – Monkeybone
- 2002 – Undercover Brother
- 2017 – Sharknado 5: Global Swarming